# Hallgarten (Pfalz)

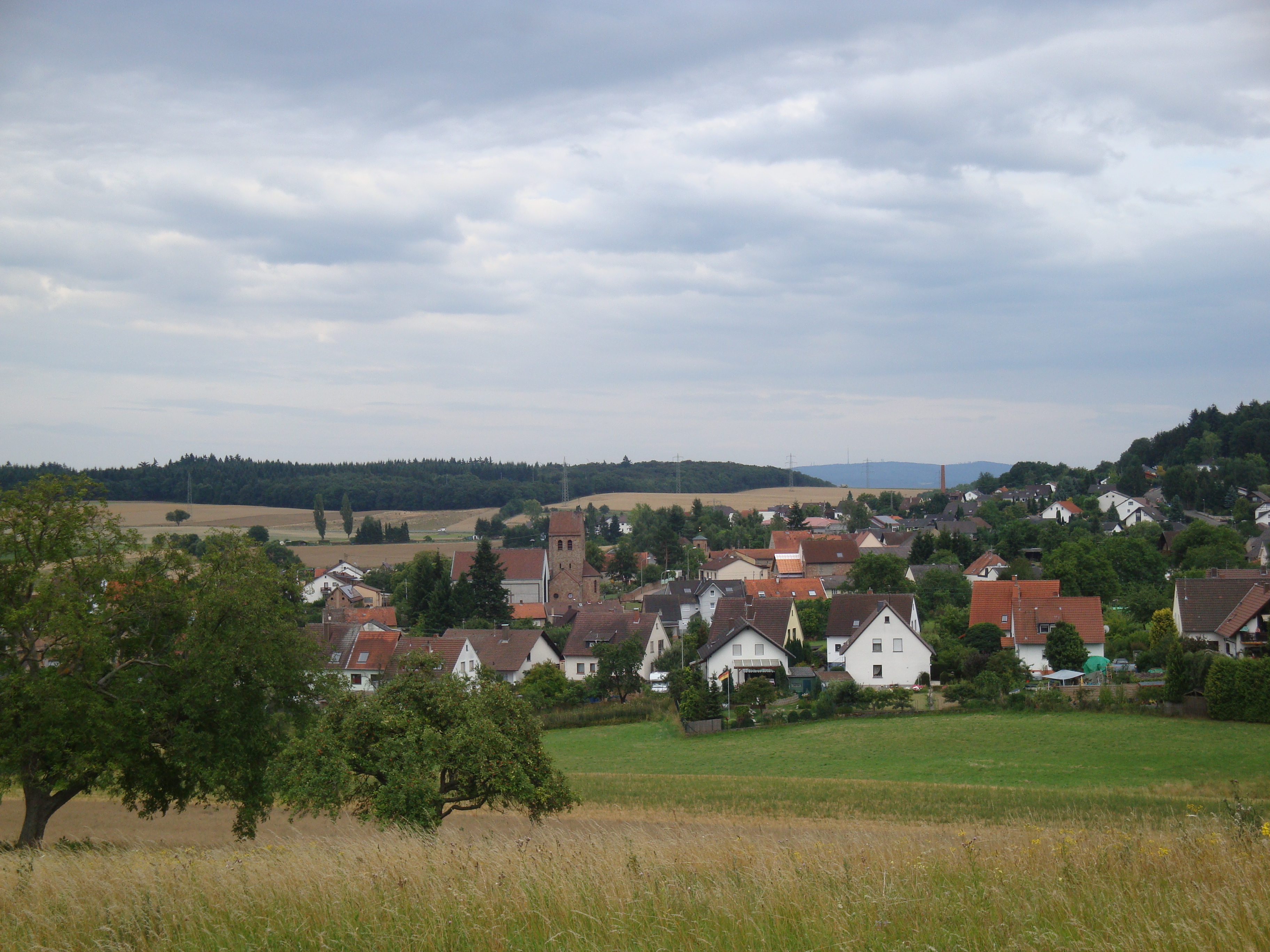
Hallgarten (Pfalz)

Hallgarten ist eine Ortsgemeinde im Landkreis Bad Kreuznach in Rheinland-Pfalz (Deutschland). Sie gehört der Verbandsgemeinde Bad Kreuznach an.

## Geographie
Hallgarten liegt jeweils etwa zehn Kilometer südwestlich der Stadt Bad Kreuznach und südöstlich der Stadt Bad Sobernheim. Drei Kilometer nordwestlich erhebt sich der Lemberg.

## Geschichte
Die Burg Montfort in der Nähe von Hallgarten wurde 1236 erstmals erwähnt. Der Ort wurde 1391 als Hargarten erstmals genannt. 1768 kam er zur Kurpfalz. 1798 wurde er dem französischen Departement Donnersberg angegliedert. Von 1816 bis 1945 war Hallgarten bayerisch. Bis 1969 gehörte Hallgarten zum Landkreis Rockenhausen, dann wurde es im Rahmen der rheinland-pfälzischen Kreisreform in den Landkreis Bad Kreuznach umgegliedert.
Der Dreiweiherhof diente Schinderhannes seit 1797 als Schlupfwinkel und Anlaufstation.
Bevölkerungsentwicklung
Die Entwicklung der Einwohnerzahl von Hallgarten, die Werte von 1871 bis 1987 beruhen auf Volkszählungen:
| Jahr | Einwohner |
| 1815 | 399       |
| 1835 | 466       |
| 1871 | 511       |
| 1905 | 606       |
| 1939 | 556       |
| 1950 | 584       |

| Jahr | Einwohner |
| 1961 | 670       |
| 1970 | 786       |
| 1997 | 765       |
| 1987 | 755       |
| 2005 | 774       |
| 2023 | 793       |

## Politik

### Gemeinderat
Der Gemeinderat in Hallgarten besteht aus zwölf Ratsmitgliedern, die bei der Kommunalwahl am 9. Juni 2024 in einer Mehrheitswahl gewählt wurden, und dem ehrenamtlichen Ortsbürgermeister als Vorsitzendem. Bis zur Wahl 2014 wurde in einer personalisierten Verhältniswahl gewählt, da mehrere Listen angetreten waren.
Die Sitzverteilung im Gemeinderat:
| Wahl | SPD               | CDU               | FWG               | WGW               | Gesamt   |
| ---- | ----------------- | ----------------- | ----------------- | ----------------- | -------- |
| 2024 | per Mehrheitswahl | per Mehrheitswahl | per Mehrheitswahl | per Mehrheitswahl | 12 Sitze |
| 2019 | per Mehrheitswahl | per Mehrheitswahl | per Mehrheitswahl | per Mehrheitswahl | 12 Sitze |
| 2014 | 4                 | 4                 | 4                 | –                 | 12 Sitze |
| 2009 | 4                 | 4                 | 3                 | 1                 | 12 Sitze |
| 2004 | 5                 | 5                 | 2                 | –                 | 12 Sitze |

- FWG = Freie Wählergruppe Hallgarten e. V.
- WGW = Wählergruppe Wilhelm

### Bürgermeister
Jens Bayer wurde am 12. Juli 2024 Ortsbürgermeister von Hallgarten. Bei der Direktwahl am 9. Juni 2024 hatte er sich mit einem Stimmenanteil von 68,7 % gegen einen Mitbewerber durchgesetzt.
Bayers Vorgänger Johann Klein (SPD) hatte die Direktwahl am 26. Mai 2019 mit 56,08 % gegen den bisherigen Amtsinhaber Jürgen Nau gewonnen und kandidierte bei der Wahl 2024 nicht erneut.

### Wappen
| Wappen von Hallgarten | Blasonierung: „In Gold die Mutter Gottes mit dem Zepter in ihrer rechten Hand und dem Kind auf dem linken Arm, wachsend über dem dreigeteilten Schild der Kurpfalz, bei dem das untere rote Feld nicht den Reichsapfel enthält, sondern leer und damasziert ist.“ |
| Wappen von Hallgarten | |

## Wirtschaft und Infrastruktur
In Hallgarten gibt es einen Kindergarten. Im Osten verläuft die Bundesstraße 48. In Bad Münster am Stein-Ebernburg ist ein Bahnhof an der Bahnstrecke Bingen–Saarbrücken, des Weiteren besteht eine Busverbindung nach Bad Kreuznach.